# باياي
باياي هو مدينة ومرفأ روماني قديم، كانت تقع في الشمال الشرقي من خليج نابولي، واليوم هي جزء من بلدة باكولي. يعتقد أنها أنشأت من قبل المستعمرين الإغريق في القرن الثامن قبل الميلاد، حيث أنشئوها مع مدينة كوماي. استقر بها عدة أباطرة مثل كاليغولا وسبتيموس سفيروس، وقد كانت من المدن الغنية ألتي كانت تصل لها الموارد. هجرت المدينة فيما بعد بسبب تعرضها لغزوات البرابرة المتكررة. حيث غزاها الوندال في القرن الخامس والأغالبة في القرن الثامن، وهجرت فيما بعد بسبب انتشار مرض الملاريا فيها. وبقيت مهجورة إلى أن قام نائب ملك إسبانيا بيدرو ألفاريز دي توليدو بإعادة بناء قلعتها في القرن السادس عشر. تواجدت عدة آثار في هذه المدينة مثل تمثال فينوس دي ميديشي وتمثالي هارموديوس وأرسطوغيتون وتمثال أثينا فيليتري، ولا زال يوجد آثار مسرحها وعواميد معابدها قائمة.